# Мурло (город)
Мурло (итал. Murlo) — коммуна в Италии, располагается в регионе Тоскана, в провинции Сиена.
Население составляет 2200 человек (2008 г.), плотность населения составляет 19 чел./км². Занимает площадь 115 км². Почтовый индекс — 53016. Телефонный код — 0577.
Покровителем коммуны почитается святой Фортунат из Тоди, празднование 12 июля.

## Демография
Динамика населения:

## Администрация коммуны
- Официальный сайт: http://www.comune.murlo.siena.it/